# Joachim Goldstein (Kanzler)
Joachim Goldstein (* um 1565 in Berlin; † um 1630) war ein kurfürstlich-sächsischer, in das Stift Merseburg verordneter Geheimer Rat und Kanzler.

## Leben
Er stammte aus dem Halleschen Stadtgeschlecht Goldstein und war der Sohn von Paul Goldstein (Hofrat). Sein Bruder war Carl Goldstein. Joachim besuchte ab 1579 die Landesschule Pforta, ab 1580 die Universität Wittenberg. Vor 1612 übernahm er von seinen Brüdern und Oheimen aus der Familie Barth des Rittergut Passendorf bei Halle (Saale). Joachim Goldstein wirkte ab 1594 hauptsächlich in der Bischofsstadt Merseburg. 1603 wird er als Rat des Erzbischofs von Magdeburg genannt. Er geriet nach Ausbruch des Dreißigjährigen Krieges in einen Sog von Schulden, die seine beiden Söhne Joachim und Marx nach seinem Tod zur Versteigerung des Rittergutes Passendorf zwangen. Es blieb allerdings zunächst noch in der Familie und ging an Carl Albrecht von Goldstein auf Dölkau und Dölzig und dessen Ehefrau Christiane geborene Röhlingen über.

## Familie
Joachim Goldstein war verheiratet mir Anna Gerstenberger, einer Tochter des altenburgischen Kanzlers Marcus Gerstenberger.
Er hinterließ die beiden Söhne Joachim Goldstein jun. und Marx Goldstein, die sich um die Tilgung der väterlichen Schulden bemühten. Sie konnten aber eine Versteigerung des Gutes 1651 nicht verhindern. Marx Goldstein lebte zu diesem Zeitpunkt auf dem Rittergut Schiebelau.